# Cerro Tía Chena
Cerro Tía Chena är ett berg i Mexiko.   Det ligger i kommunen Salinas Victoria och delstaten Nuevo León, i den centrala delen av landet, 800 km norr om huvudstaden Mexico City. Toppen på Cerro Tía Chena är 2 625 meter över havet. Cerro Tía Chena ingår i Sierra de Minas Viejas.
Terrängen runt Cerro Tía Chena är kuperad åt sydost, men åt nordväst är den bergig. Cerro Tía Chena är den högsta punkten i trakten. Trakten runt Cerro Tía Chena är nära nog obefolkad, med mindre än två invånare per kvadratkilometer. Närmaste större samhälle är Mina, 13,4 km söder om Cerro Tía Chena. Omgivningarna runt Cerro Tía Chena är i huvudsak ett öppet busklandskap.